# Christopher Michel
Christopher P. Michel (* 26. srpna 1967, San Francisco) je americký investor, podnikatel a fotograf. Je zakladatelem společností Affinity Labs a Military.com a provozuje Nautilus Ventures, fond pro rozvoj rizikového kapitálu.

## Raný život a kariéra

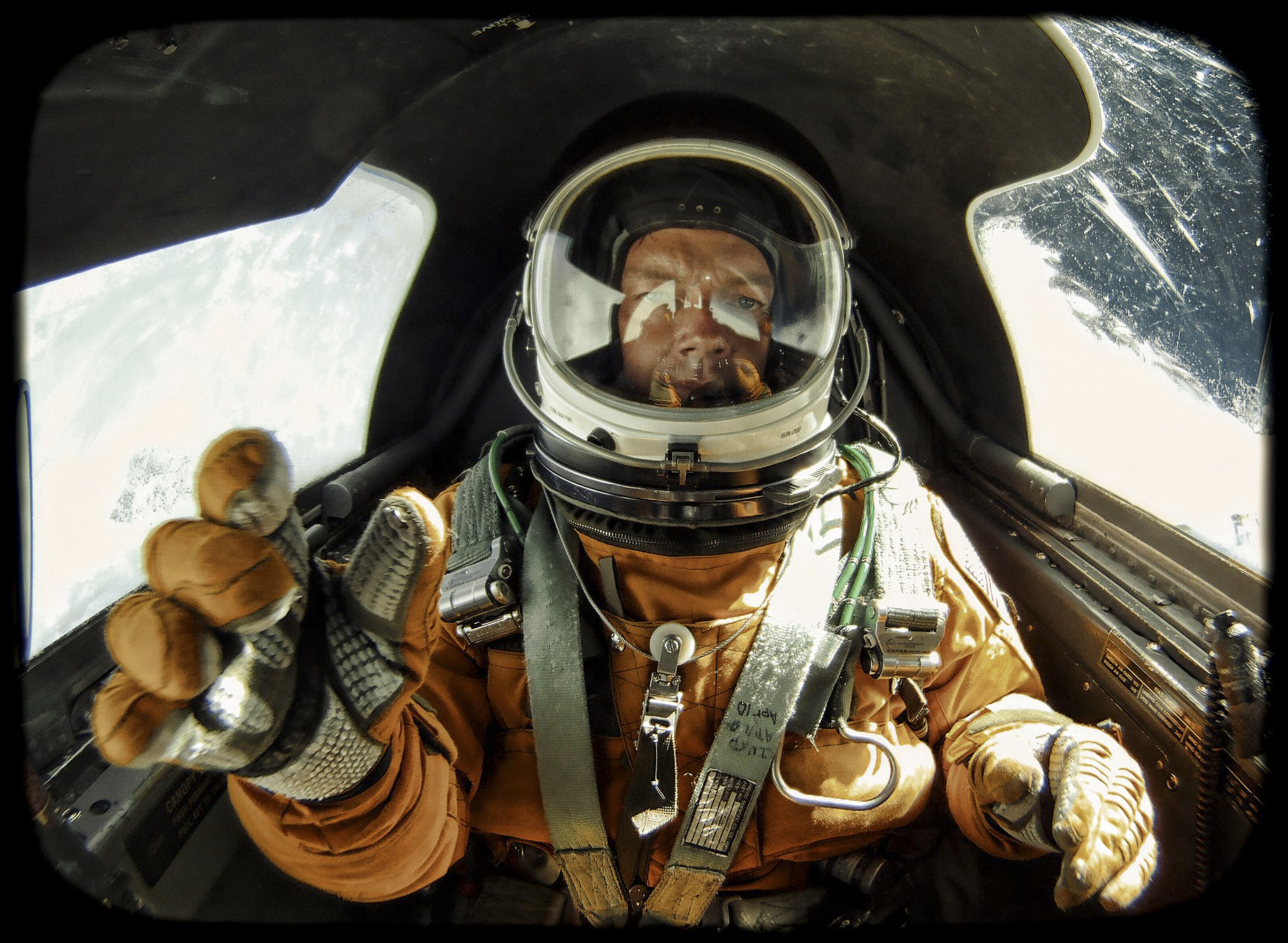
Selfie pořízená Christopherem Michelem v Lockheed U-2 ve výšce 21 km

### Vzdělávání
Michel získal svou provizi z programu NROTC na University of Illinois v Urbana-Champaign, kde absolvoval Phi Beta Kappa a byl vybrán jako významný absolvent oboru námořní dopravy. V roce 1998 získal titul MBA na Harvard Business School. Od Tiffin University dostal čestný doktorát.

### Vojenská kariéra
Před svou komerční kariérou působil jako námořní letový důstojník v námořnictvu Spojených států. Zatímco byl v aktivní službě, Michel létal jako navigátor, taktický koordinátor a velitel mise na palubě letadla P-3C Orion. Po jeho operačním turné pracoval v Pentagonu jako asistent náčelníka námořní rezervy.

## Kariéra

### Podnikání
V roce 1999 založil Military.com, online portál pro opraváře, veterány a jejich rodiny. V roce 2006 založil Michel Affinity Labs, které provozuje portfolio online profesionálních komunit. Jak Military.com, tak Affinity Labs byly zakoupeny společností Monster Worldwide. V roce 2008 založil společnost Nautilus Ventures, počáteční podnik rizikového kapitálu.
Michel působí jako ředitel Dale Carnegie a CatchLight. Dříve působil v oblastech 3D robotiky, Kixeye, Castlight Health (NYSE: CSLT), International Data Group (IDG), United Service Organisation (USO), US Naval Institute (USNI), Tugboat Yards, USS Arizona Memorial Fund, US Navy Memorial Foundation, Alliance Health & EZ Board. Během školního roku 2010–2011 byl také rezidentem podnikatele na Harvardské obchodní škole a sloužil v prezidentském kruhu národních akademií věd, inženýrství a medicíny a byl jmenován členem společnosti Henry Crown Fellow na Aspen Institute.

### Psaní a fotografování
Michel byl dlouholetým publicistou v časopise Proceedings.   Je také jedním ze tří protagonistů knihy Billa Murphyho The Intelligent Entrepreneur: How Three Harvard Business School Graduates Learned the 10 Rules of Successful Entrepreneurship, kterou vydal Henry Holt v roce 2010.
Michel je také fotografem, jehož fotografie použil National Geographic, Smithsonian, New York Times, BBC, Outside Magazine a další.  

## Galerie

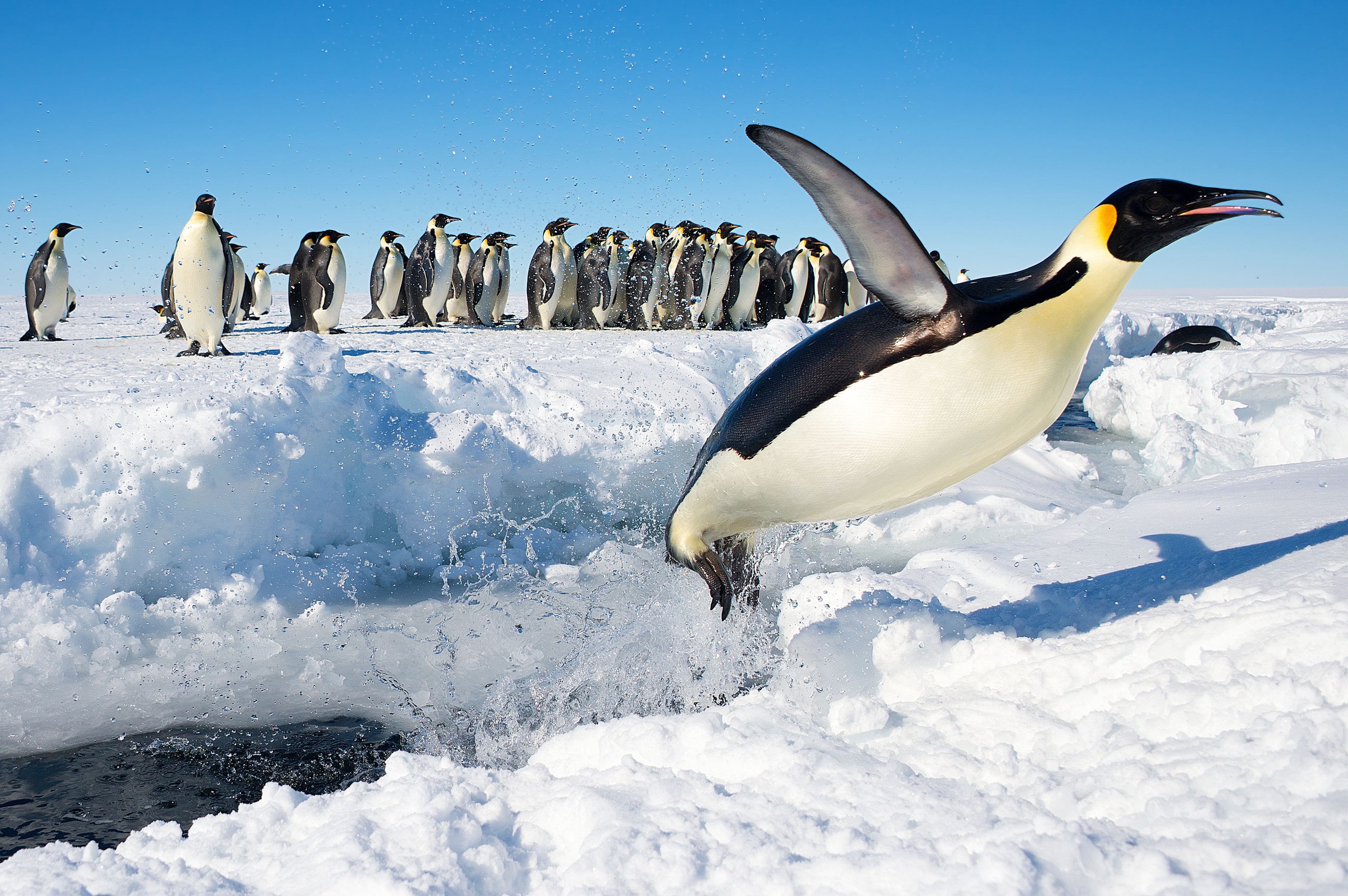
Tučňák císařský v Antarktidě (2013)
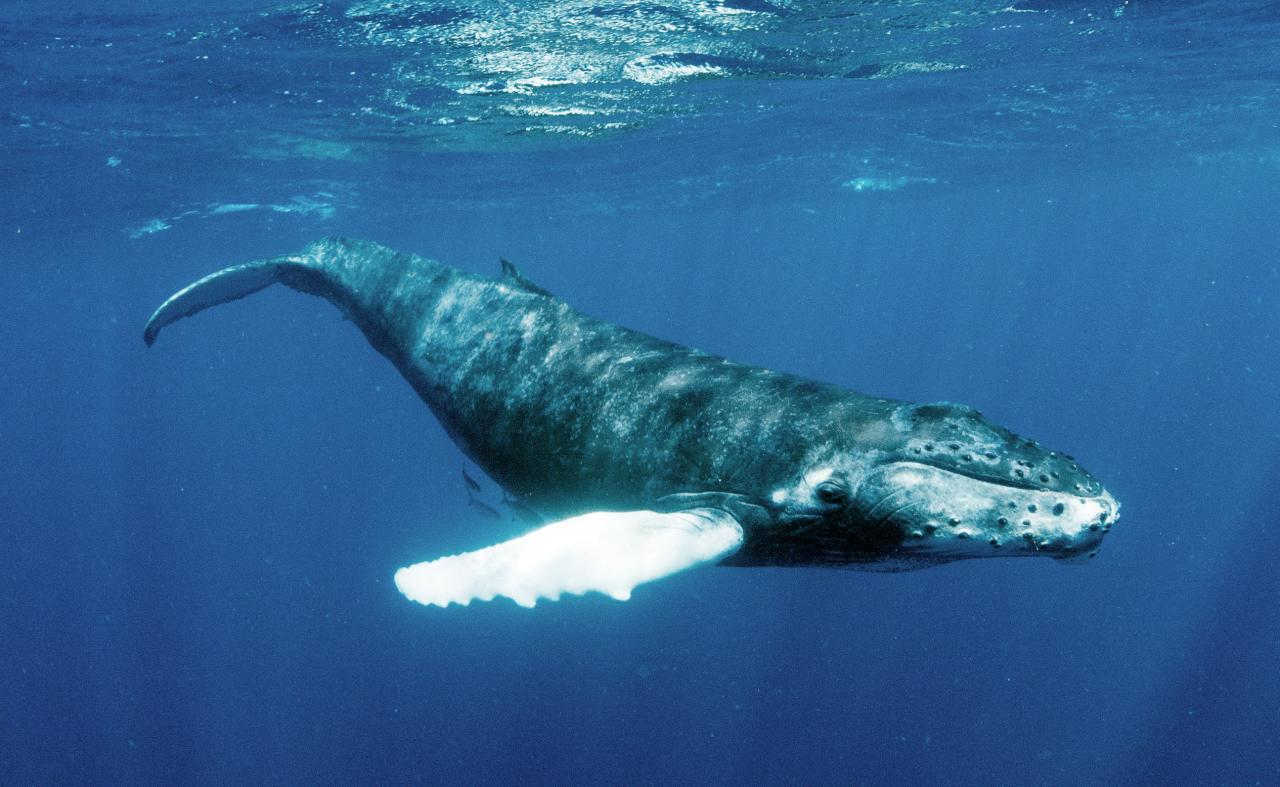
Keporkak (2014)
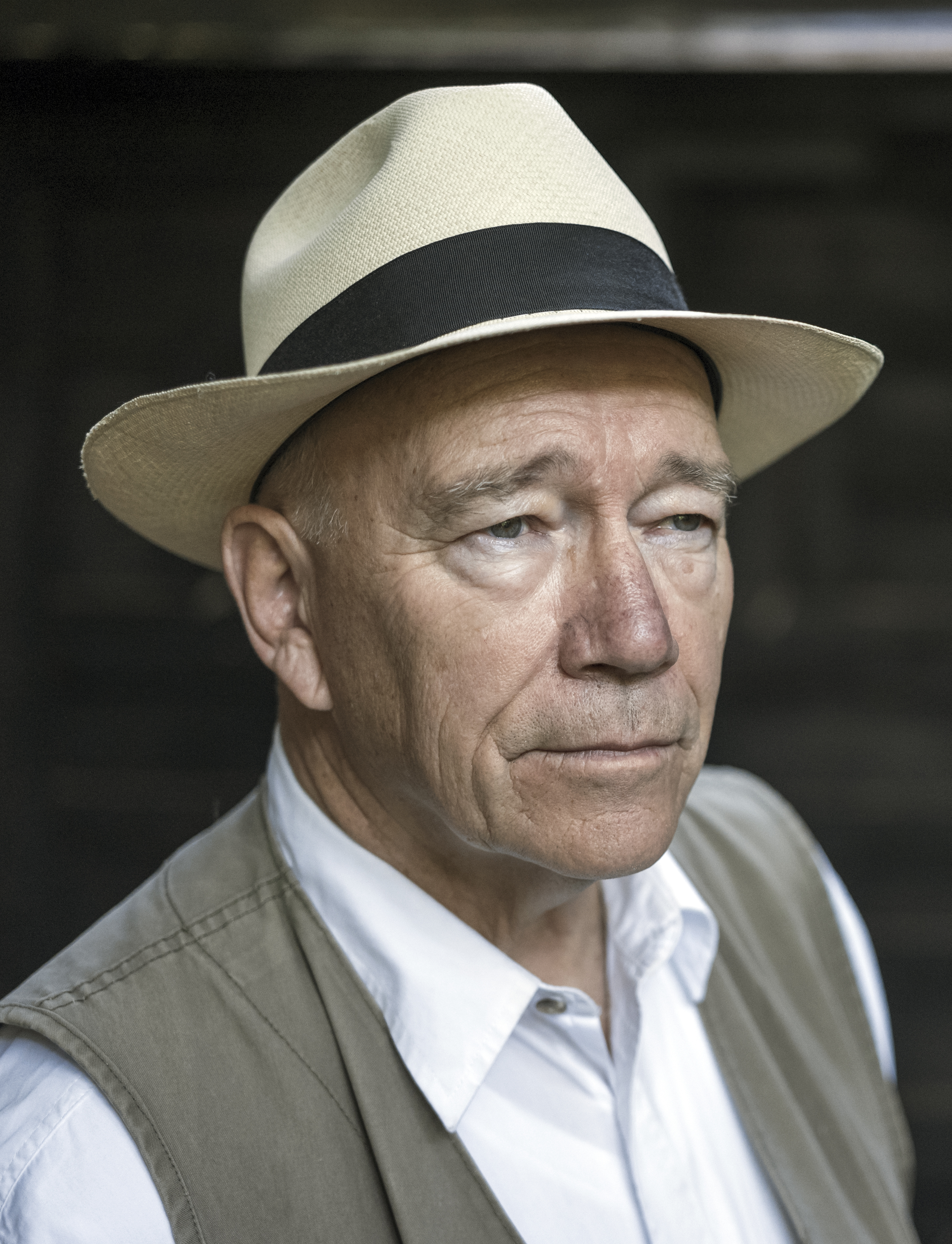
Sam Abell (2016)
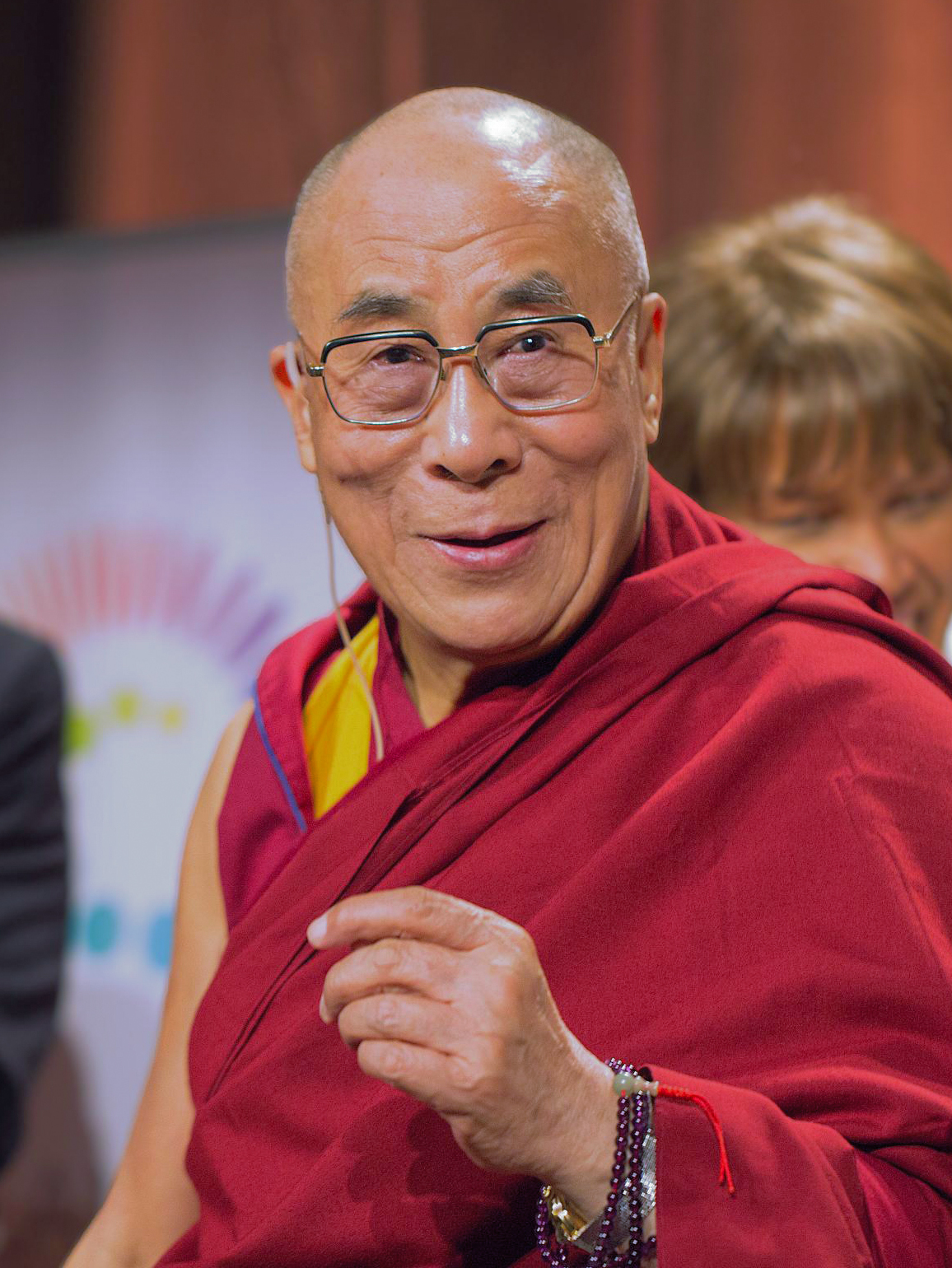
Dalajláma (2012)
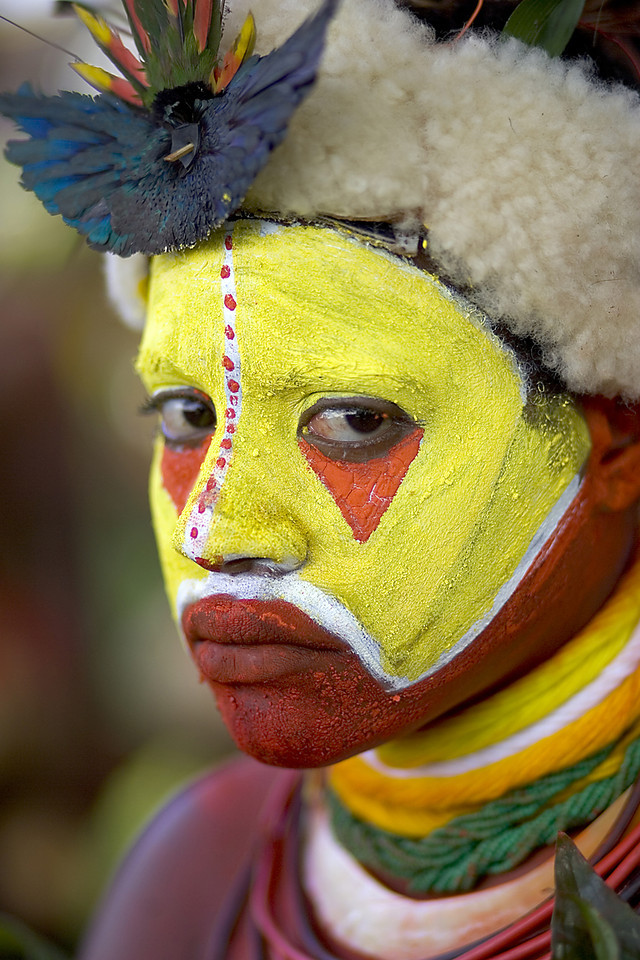
Portrét ženy, Papua Nová Guinea, 2004
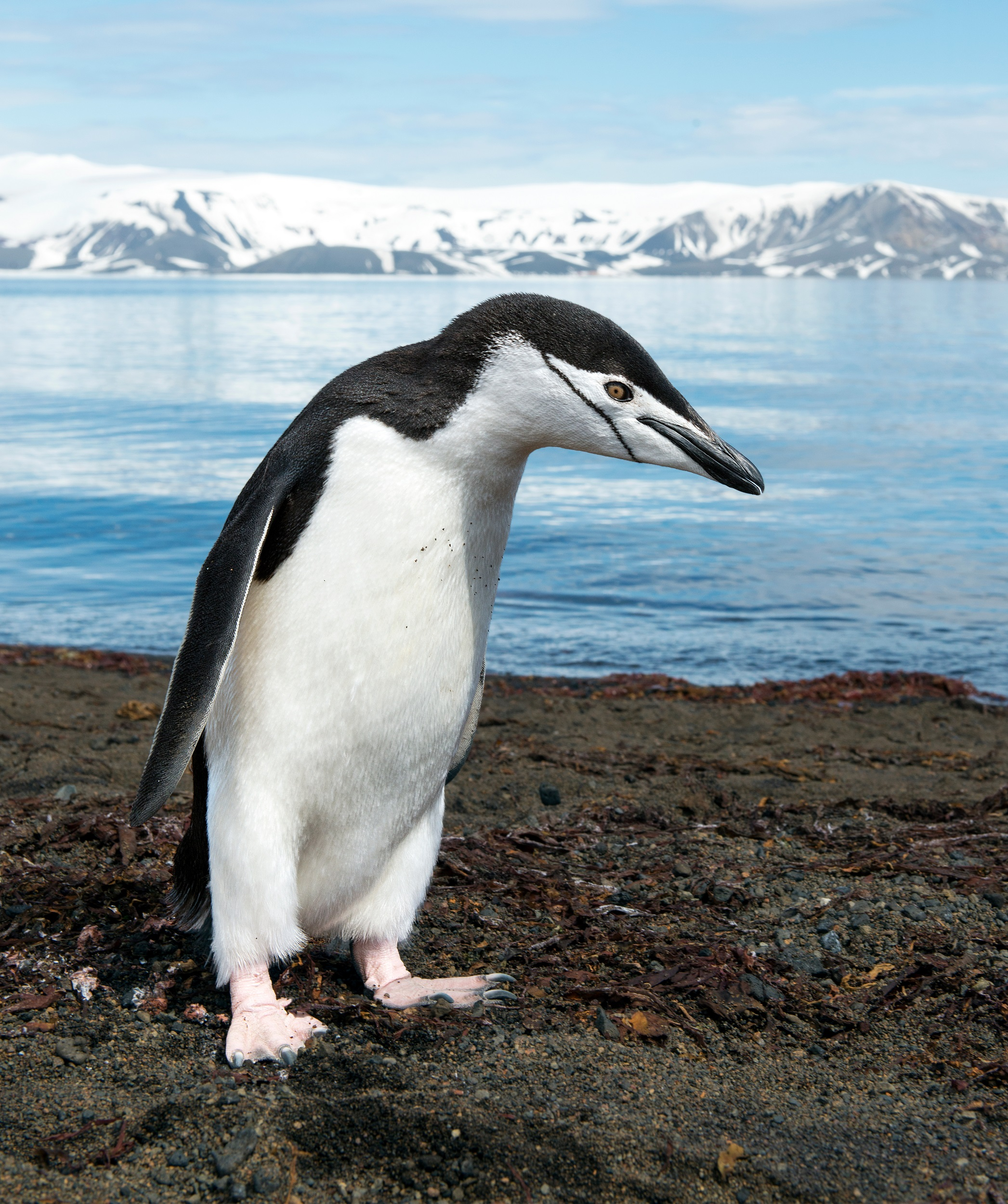
Tučňák římský (Pygoscelis antarcticus), Antarktida
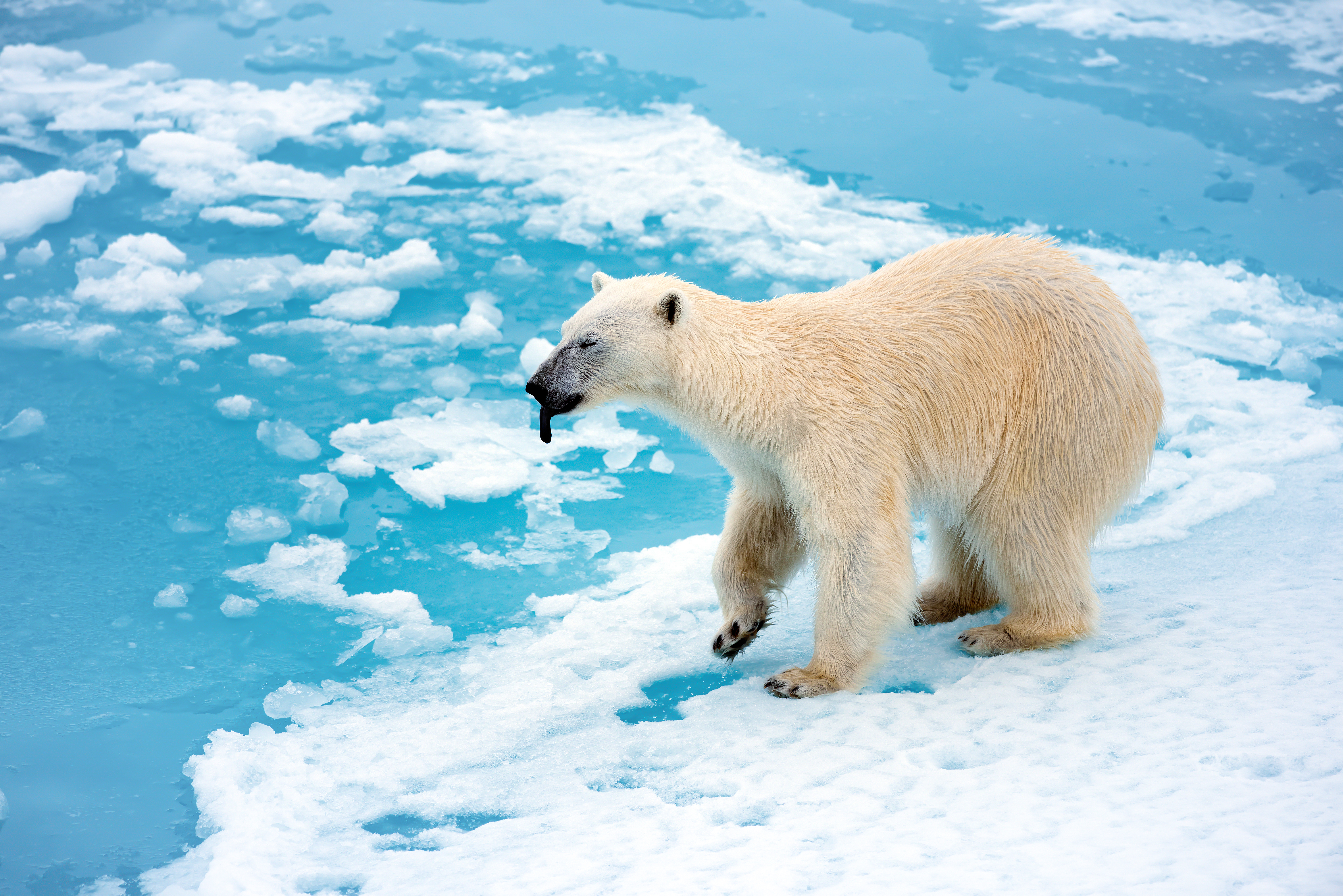
Polární medvěd s vyplazeným jazykem
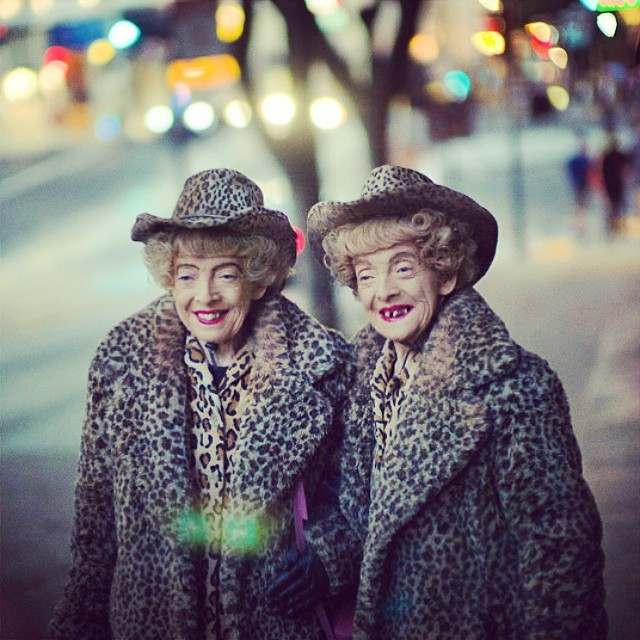
Marion & Vivian Brown
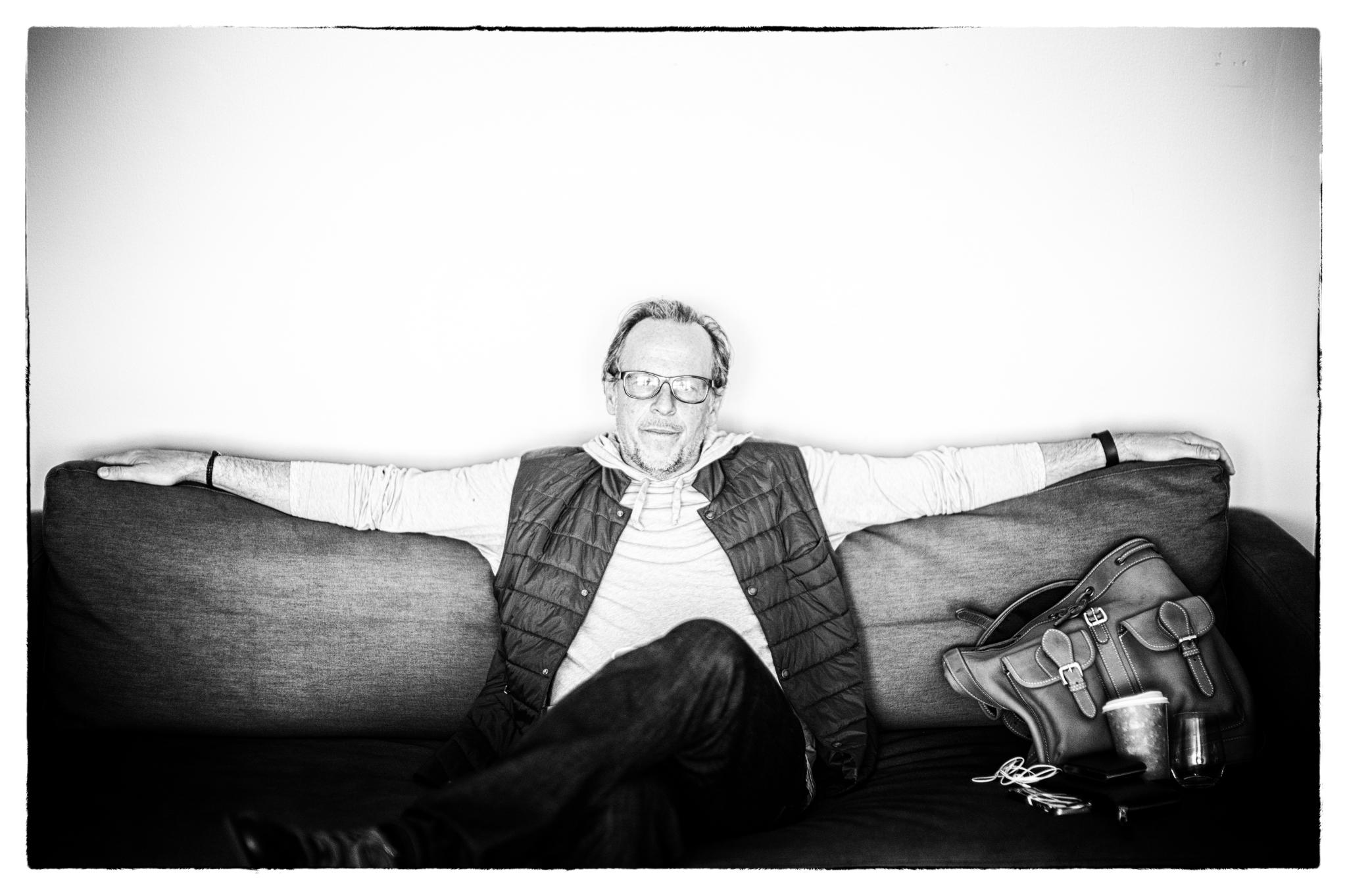
Tony Conrad
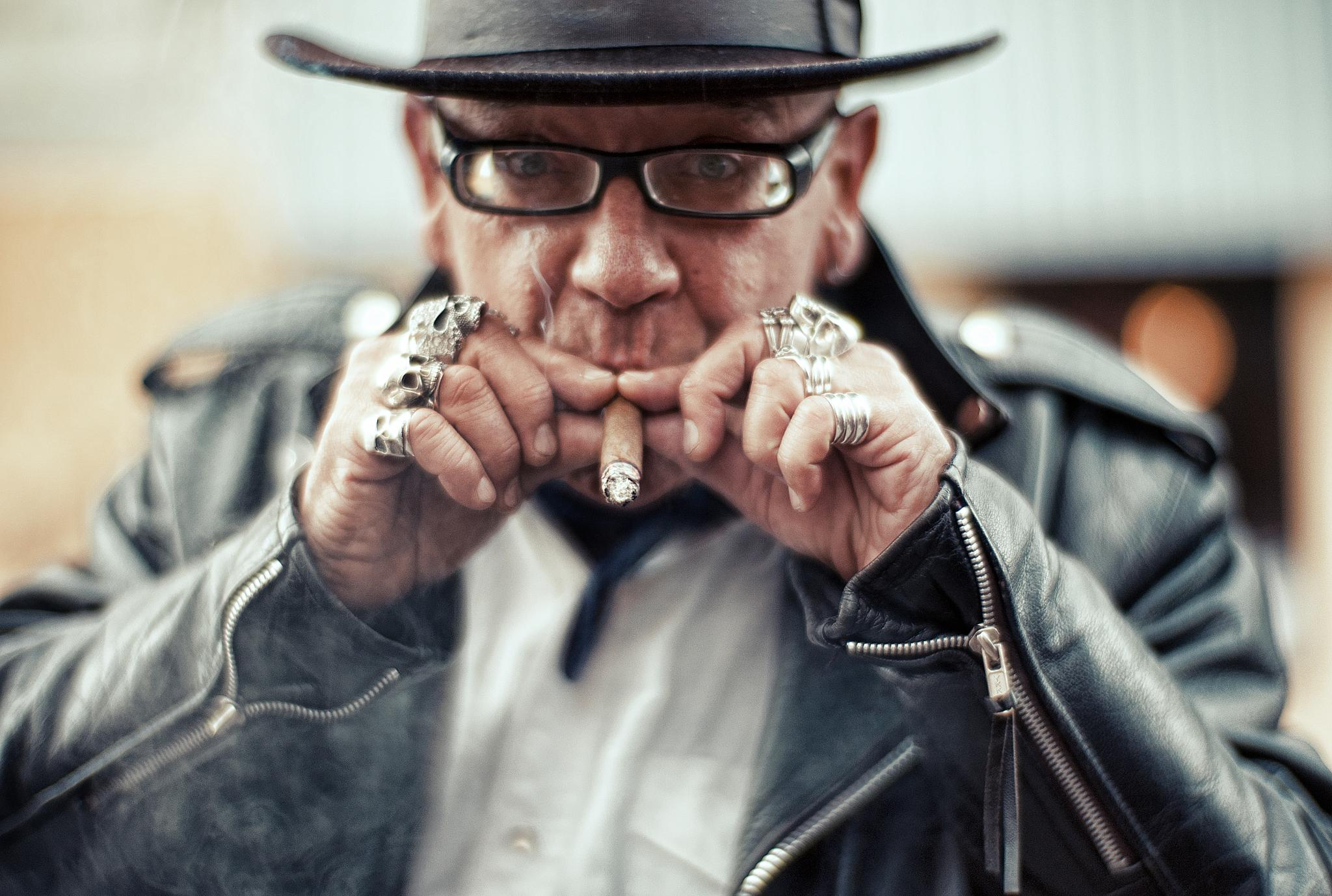
Memorable Portraits
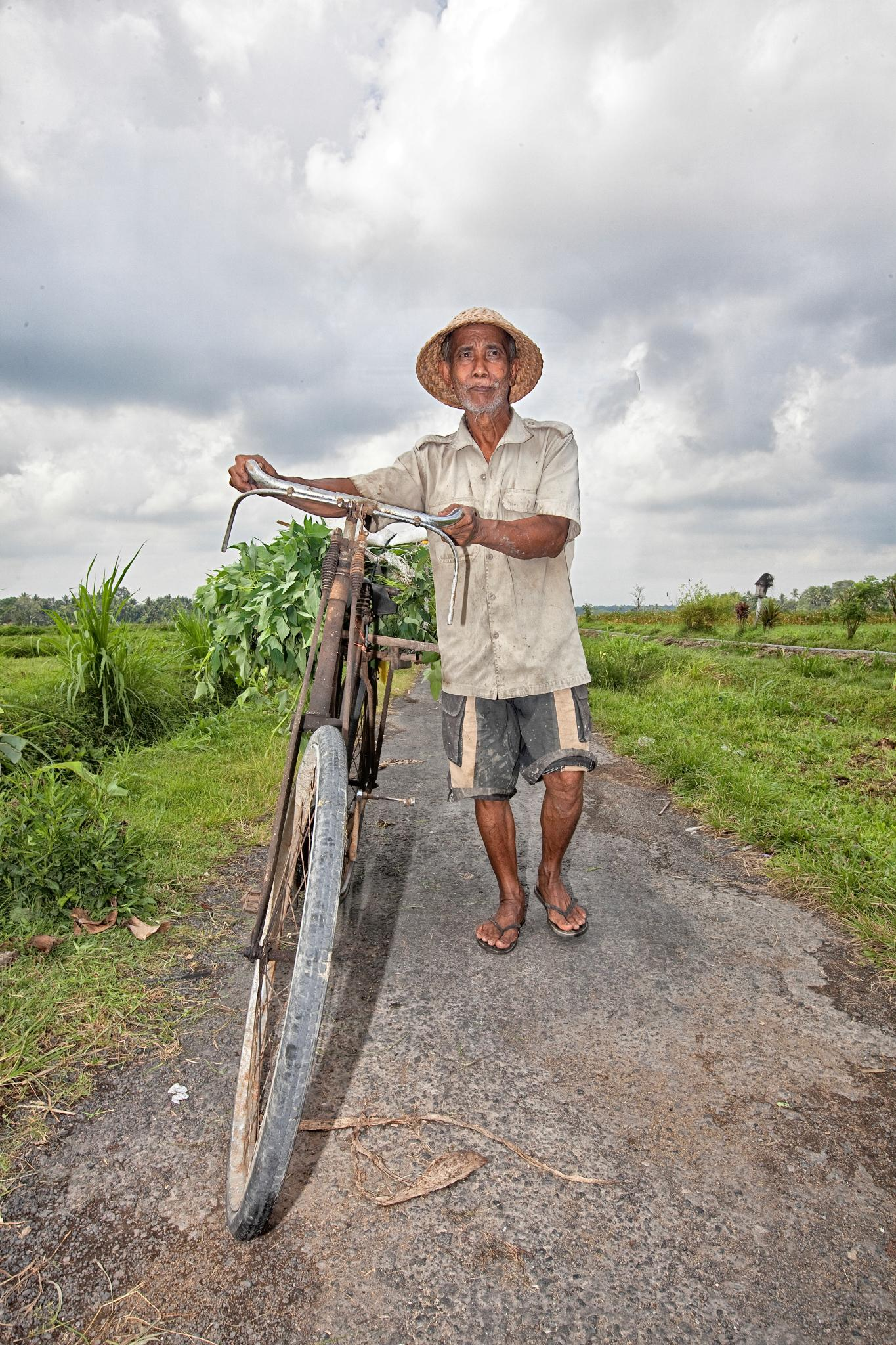
Memorable Portraits
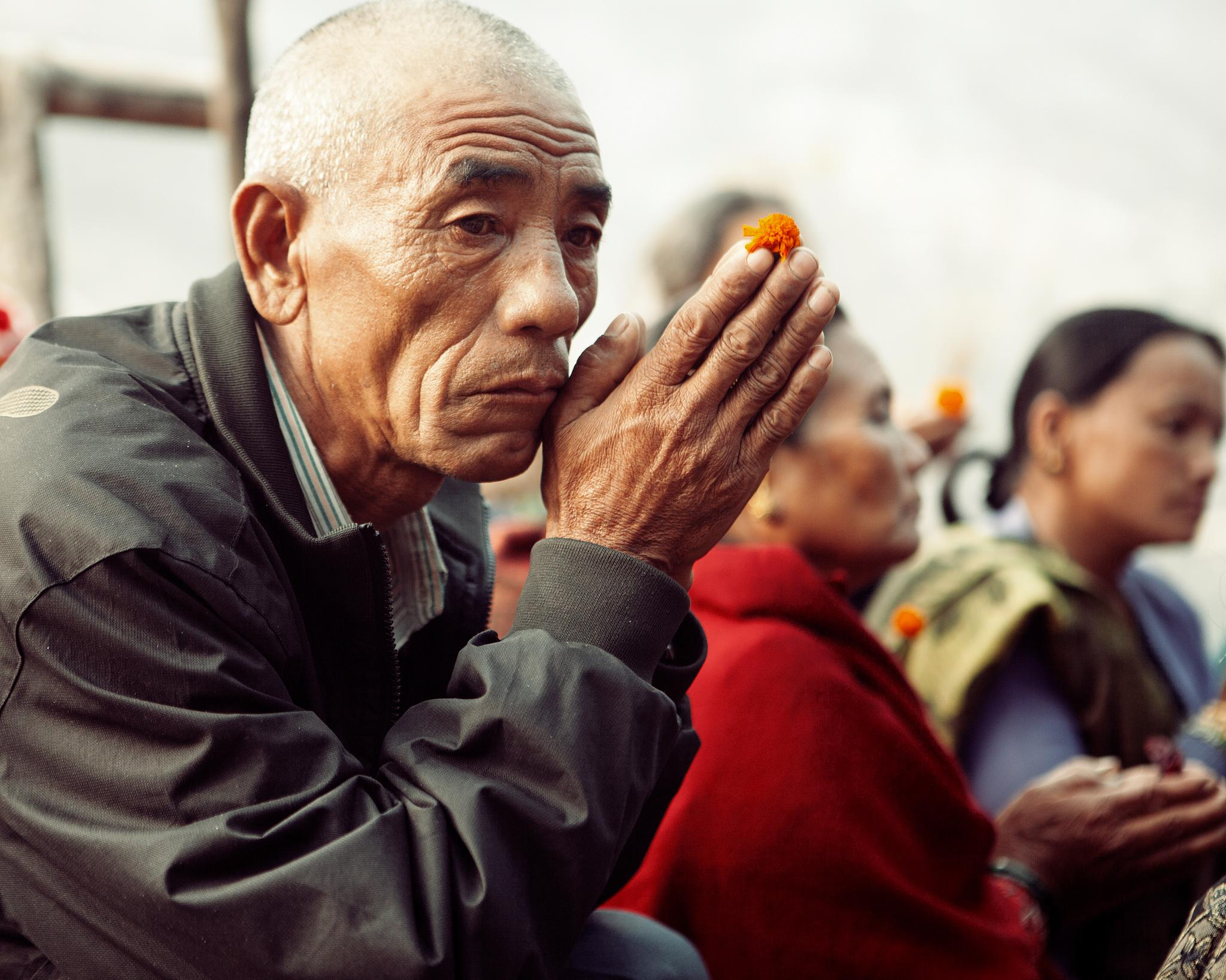
Memorable Portraits
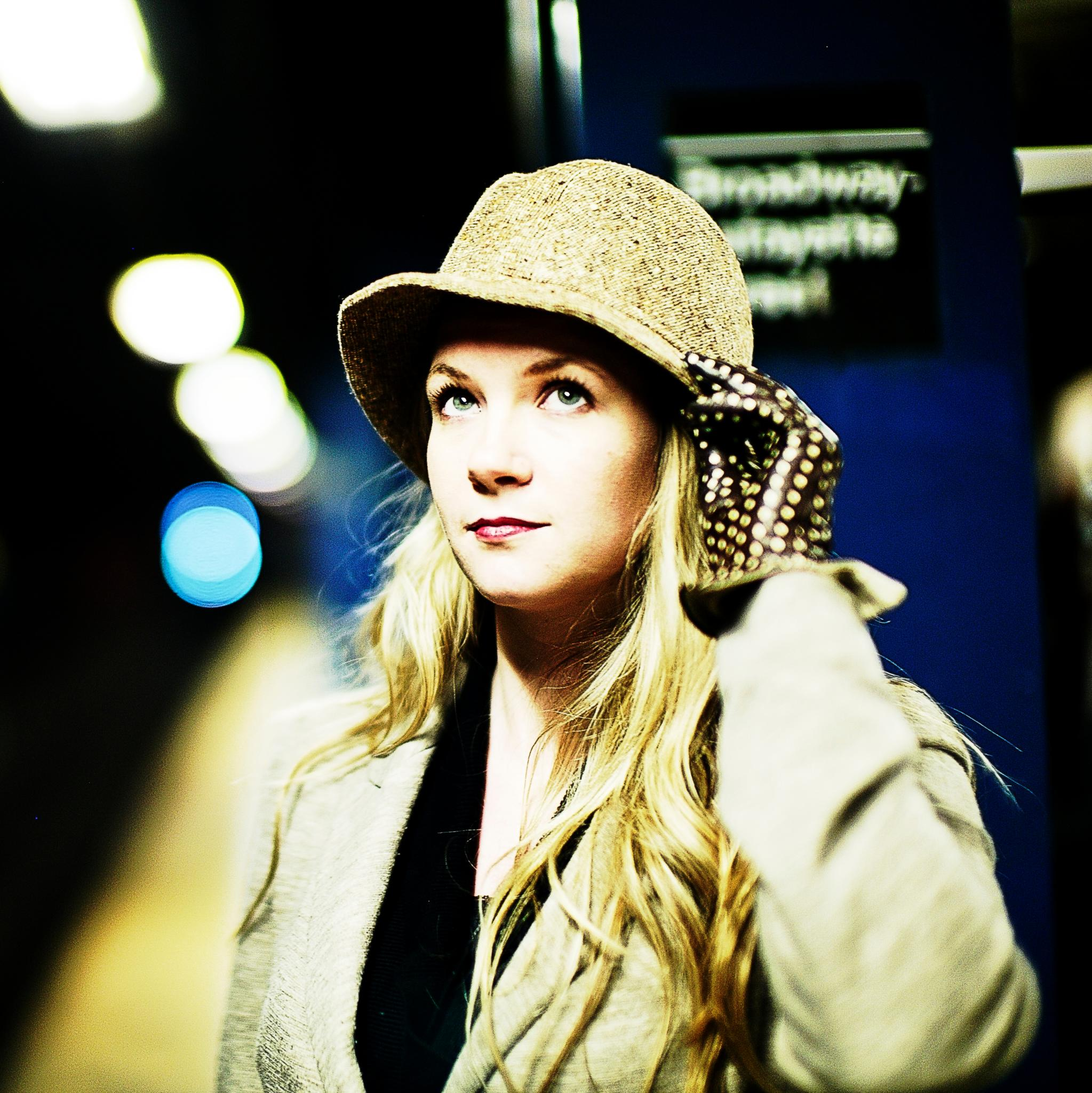
Memorable Portraits
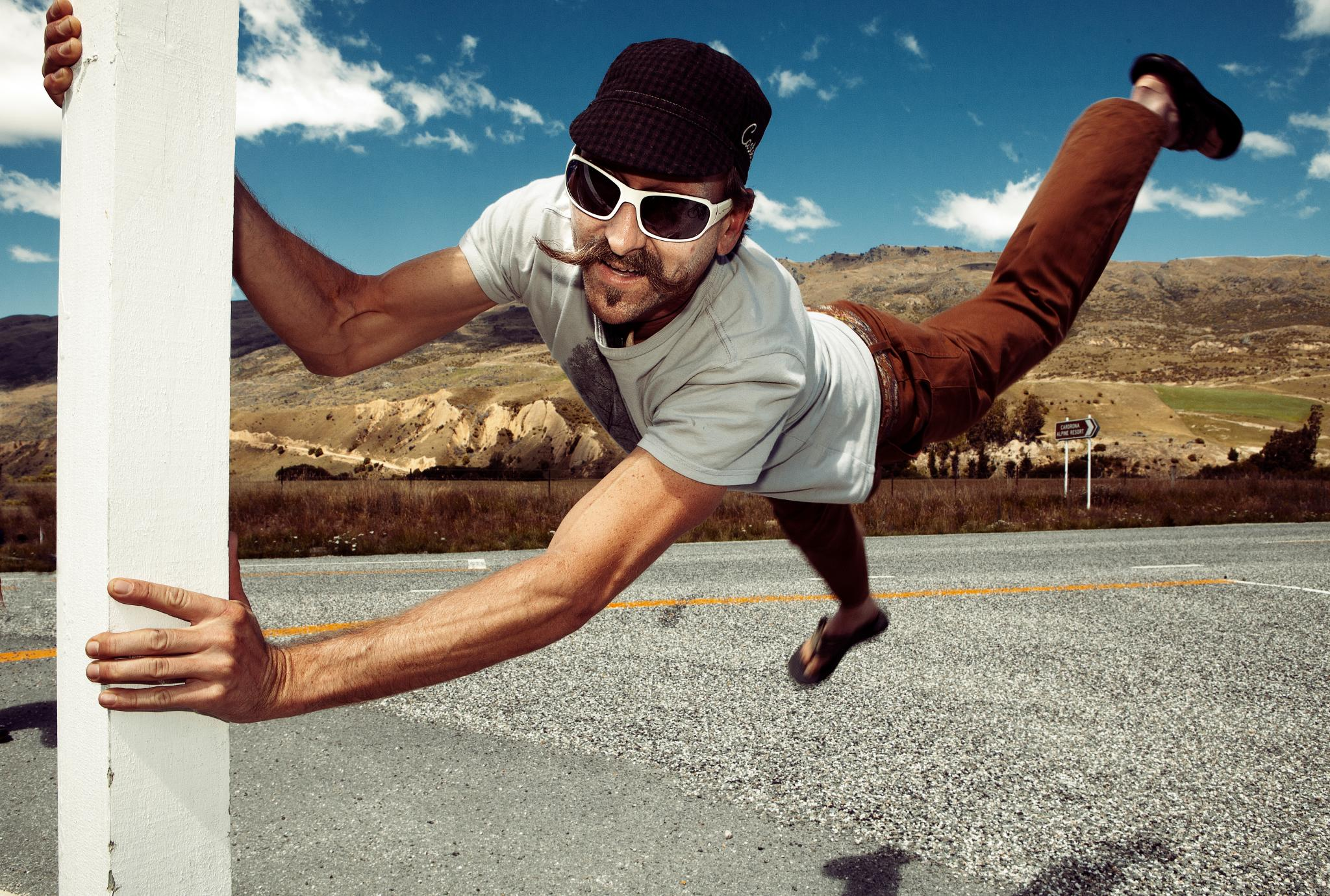
Memorable Portraits
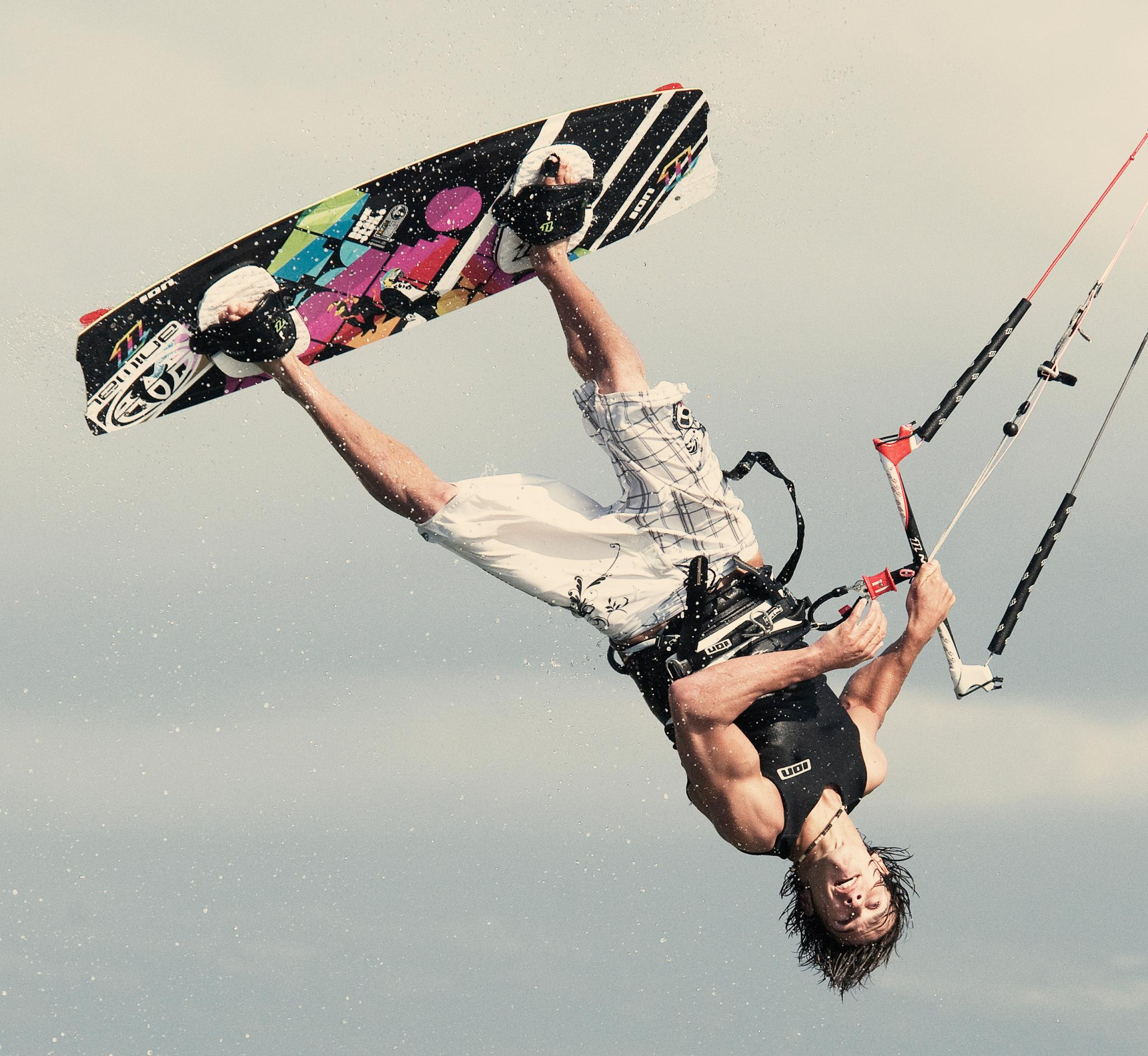
Memorable Portraits
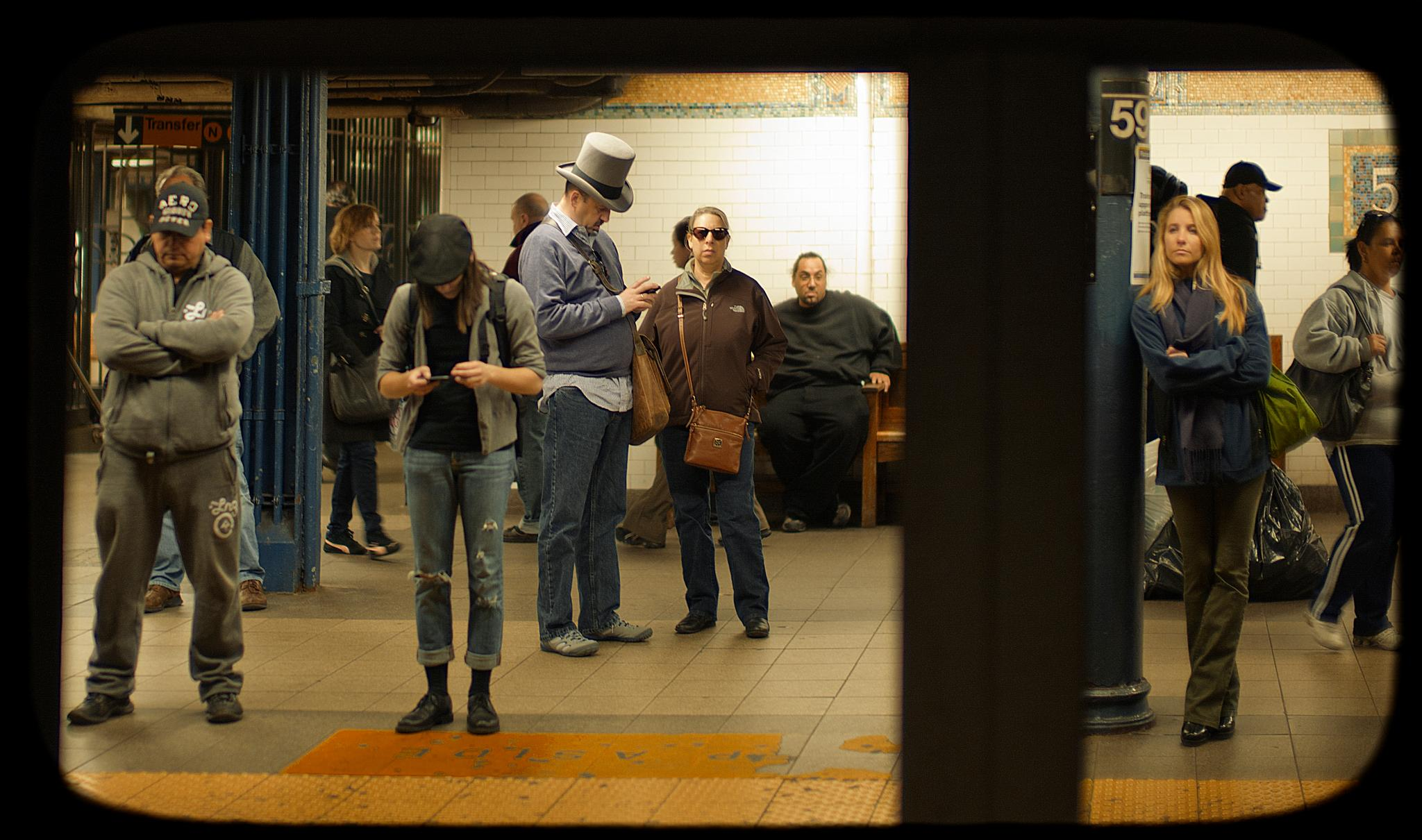
Memorable Portraits
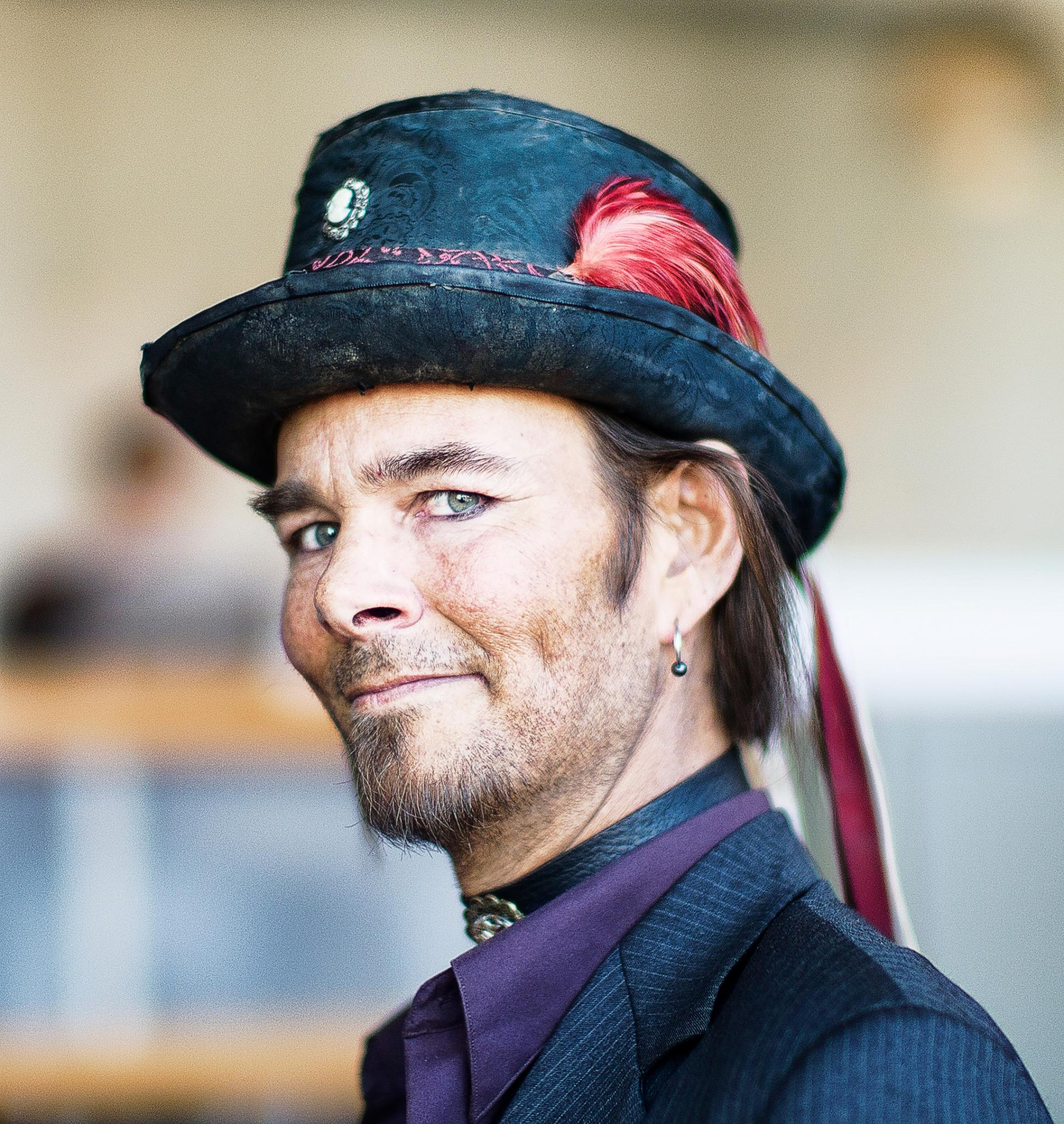
Memorable Portraits
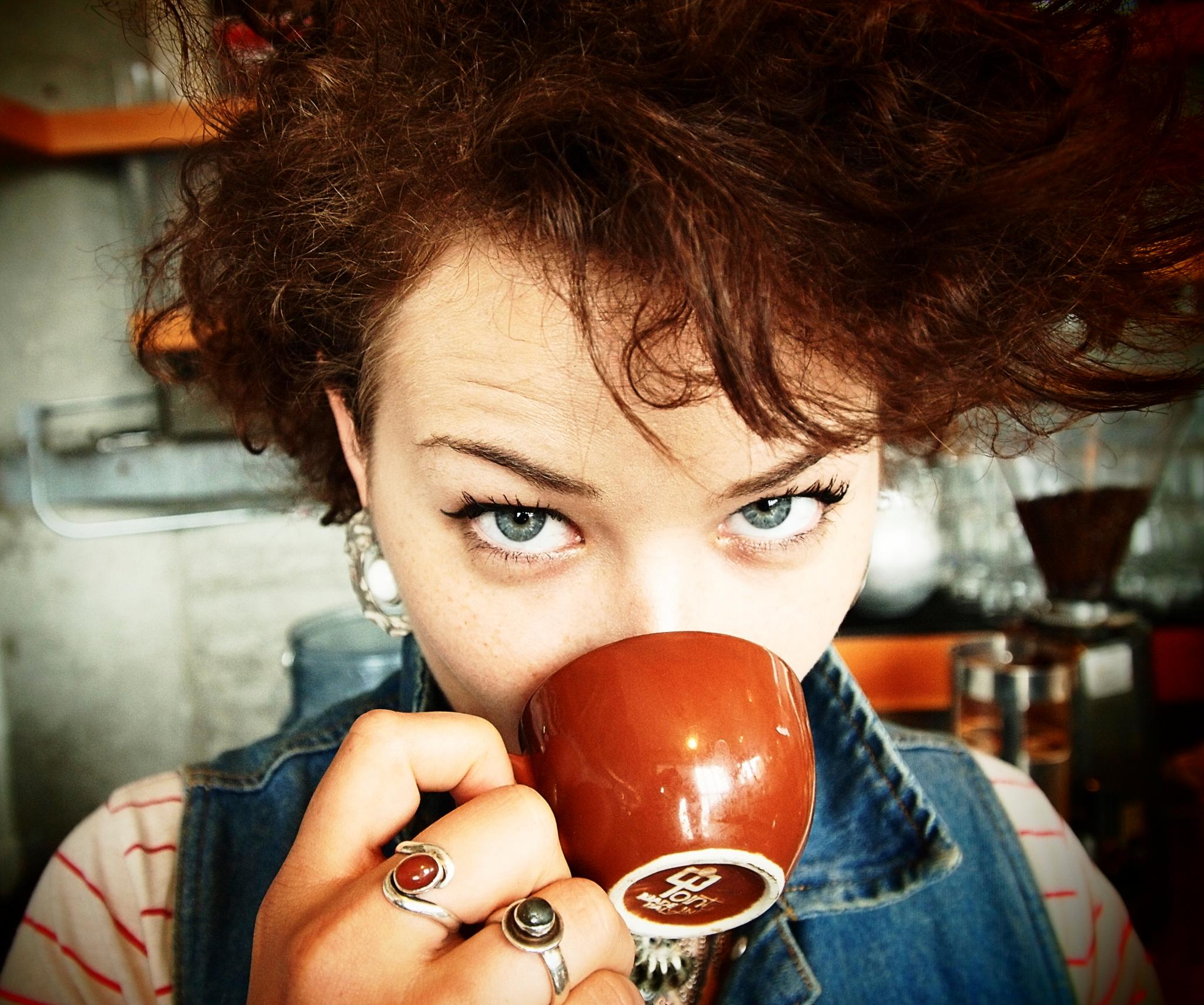
Memorable Portraits
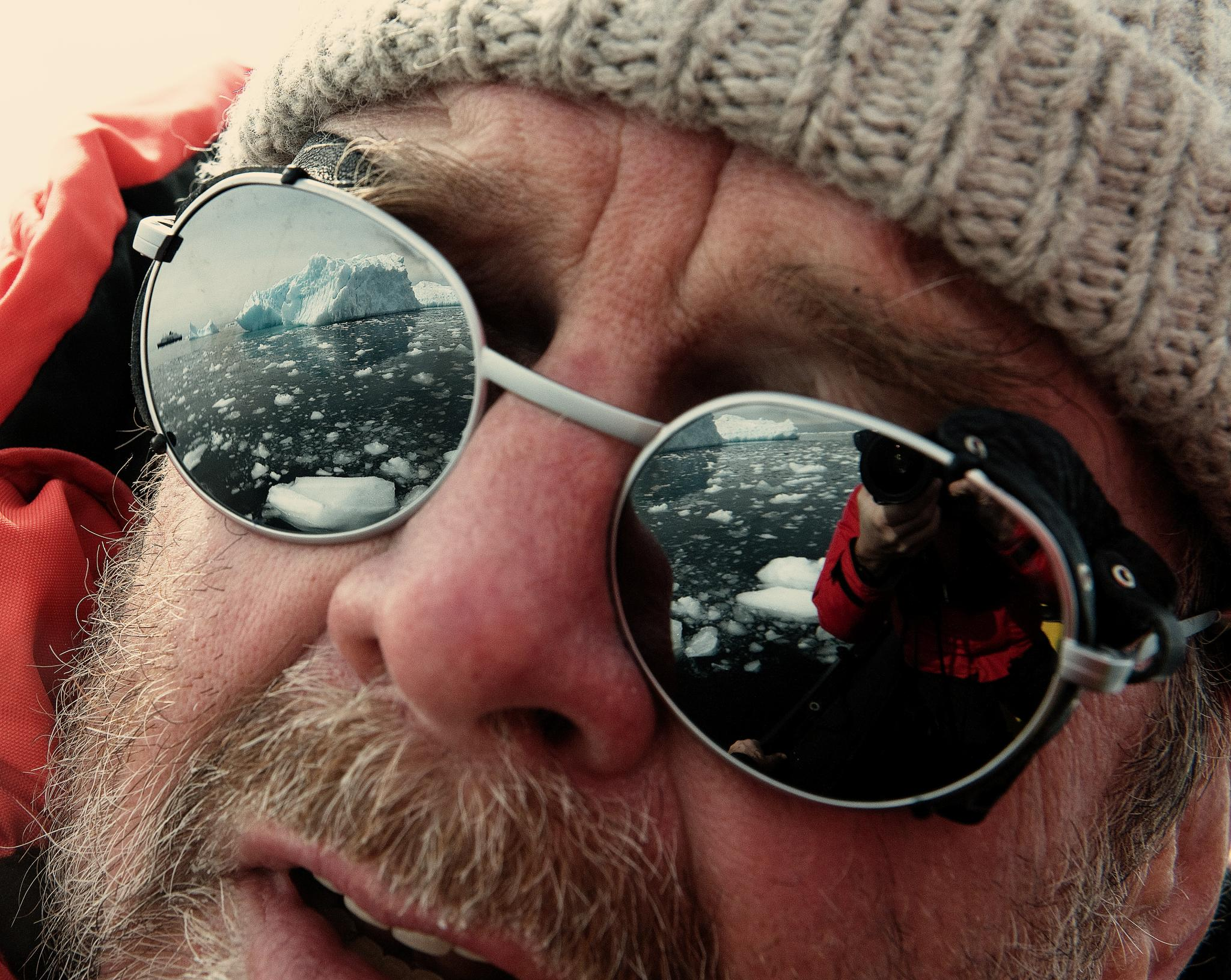
Memorable Portraits

## Publikace
- The Military Advantage: A Comprehensive Guide to Your Military & Veterans Benefits, Simon & Schuster, 2005